# 妖怪腐れ外道
妖怪腐れ外道（ようかいくされげどう）は、SNKプレイモアの対戦型格闘ゲーム『サムライスピリッツ』シリーズに登場するキャラクター。

## 概要
身の丈は十五尺（約4.5メートル）にも及ぶ巨大な人食い妖怪。最大級キャラクターの座をアースクェイクからもぎ取った。食べる事しか考えておらず、常に食糧となる人間を探している。なお、同キャラ戦の時は常に｢不味過ぎる｣と言っている。特に子供を好物とする。かつては人間であり、緋雨閑丸の居候先の儚の父親であったが、ある飢饉の折、あまりの飢えに子供を食べてしまい（食ったのは自らの子供、つまり儚の兄弟（姉妹）だった可能性もある）、その後も人（特に子供）を食べ続けて妖怪となった。なお、人間であった時の名前や性格などは不明（儚が言うには「やさしいお父様」「お米が好き」）。
初登場である『サムライスピリッツ零』（以下『零』と表記）では、自分の住みかに迷い込んだリムルルに執着して、取って食おうとひたすら追い続ける。エンディングでは念願叶ってリムルルを食べようとするが、その場に駆けつけた儚に止められる。そして、儚は父である腐れ外道に「人間の心を取り戻して欲しい」と説得する。既に人としての心は失われたと思われていた腐れ外道であったが、他ならぬ自分の娘を目の前にして「儚…はかな…」と悲しそうな顔で呟く。改心したと思われた外道であったが、儚を抱き上げたかと思うと歪んだ笑顔に戻り、直後に画面がブラックアウトして「いだだぎまぁず」と言う白抜き文字が表示される。
『サムライスピリッツ 天下一剣客伝』（以下『天下一剣客伝』と表記）のエンディングでは儚が登場するものがあるが、『天下一剣客伝』のストーリーは『零』以降のサムライスピリッツの本筋とはパラレルであるので、『零』で儚が食われたであろう事実は変わらない。なお、『天下一剣客伝』ではアースクェイクを使用すると4回戦に登場する。この時、腐れ外道は“うまそう”と評する。逆に、腐れ外道でプレイしていてアースクエイクが相手になると“流石の俺も言葉が出ない”と呆れられる。
『天下一剣客伝』では御前試合に参加するが、相変わらず目的は食糧になる人間を捜し求めているのみである（公式HPのキャラクター別のバックストーリーにも、その事が描かれている）。エンディングでは何故か後の世に語り継がれる存在となっている。それによると「悪い子は妖怪腐れ外道に食べられる」という趣旨のもので、外道が喰う為に他の登場キャラクターを追い回す場面も見られる（念願のリムルルは御前試合の直後に食べている）。また、前述のアースクェイクの他にもリムルルか閑丸を使用すると4回戦に外道が登場して、真鏡名ミナかチャンプルを使用すると決勝戦に外道が登場する。
キャラクターデザインは内藤泰弘。内藤は以前、徳間書店の「サムライスピリッツ」のコミカライズ版を描いた事がある。

### キャラクターデザイン
痩せ細った手足や胸と対照的に腹が膨れた、餓鬼のような体形で、背骨や肋骨部分は肉が削げて骨が露出している。
身に着けているのは褌と両足首に巻いた布切れ程度であり、首からは人間の頭蓋骨を首飾りのように一つ提げている。
頭部には頭頂部を除いて長めのざんばら髪が生えており、月代を剃って髷を結っていたものが解けたかのような髪型になっている。

### 武器
剥き出しの骨
その名の通り、骨が露出した右腕そのものが武器。右腕は手首から先が欠損しており、橈骨と尺骨と思しき二本の太い骨だけが先端が尖った状態で残っている。
腕自体が武器であるため、武器飛ばし技を受けた場合は腕が飛ばされ、拾うまでの間は隻腕の姿となる。

## 技の解説

### 必殺技
悪霊呼び
手で地面をたたき、地面から無数の手を出現させて相手を捕まえる。捕まえられた相手は一定時間行動不能になるが、手が出現するのが遅いので使いにくい。
胃液吐き
口から胃液を吐き、腐れ外道のすぐ近くの地面に落とす。この胃液に相手が当たるとよろめくので追撃できる。ダウンしている相手にも当たる。
肉持ち上げ
腹の肉を持ち上げる。ダメージを与えることはできないが、肉が持ち上がって体が細くなっている部分は無敵。『天下一剣客伝』では下段避けとなっている。
外道の烙印押し
相手をつかみ、飛び上がって地面にたたきつける。発生が非常に速く、威力も高い。しかし、コマンドが難しく、外すと腐れ外道が首をかしげるので隙が大きい。『零SPECIAL』では前転の移動速度・距離が向上したことにより、前転を最速でキャンセルしこの技を出す「前転烙印」が猛威を振るった。
泥投げ
手で泥をすくって投げつける。コマンドが難しく、投げた後の隙も大きいので使いにくい。

### 武器飛ばし技など
飛び頭突き
顔を体から分離させ、そのまま顔を斜め下に飛ばして頭突きをする。『天下一剣客伝』では斜め上と斜め下の2方向に飛ばす事ができる。
外道の獲物狩り
これも武器飛ばし技。「外道の烙印押し」と同じモーション（発生は「烙印押し」より若干遅い）でつかみ、「烙印押し」のように2回地面にたたきつけ、とどめに顔と体を分離させて挟み撃ちにする。全キャラ中で威力が一番高い武器飛ばし技である。これまた外すと首をかしげるので隙が大きい。
外道の晩餐
相手をつかんで画面端まで飛び上がって移動した後、相手を捕食する。『零SPECIAL』で絶命奥義として登場し、『天下一剣客伝』では秘奥義となっている。食べ終わって戻ってきた後に対戦相手の頭蓋骨（女性キャラクターの場合は装飾品）のみを吐き出すと言う、衝撃的なグラフィックは話題を呼んだ（『天下一剣客伝』では、相手を生きたまま吐き出す）。

## 登場作品
- サムライスピリッツ零
  - サムライスピリッツ零SPECIAL
- サムライスピリッツ 天下一剣客伝

## キャスト
- 四宮豪（『零』『零SPECIAL』）
- 増岡太郎（『天下一剣客伝』）

## 関連人物
- リムルル - 喰いたい対象
- 儚 - 実の娘